# Windows (musikalbum)
Windows är det tredje verket för rockgrupp och orkester som kompositören och musikern Jon Lord skrev. Musikalbumet innehåller en liveinspelning från München 1 juni 1974. Symfoniorkestern dirigerades av Eberhard Schoener. Konserten och inspelningen startar med ett drygt 16 minuter långt stycke kallat "Continuo on B-A-C-H".
Ray Fenwick, Tony Ashton, David Coverdale, Glenn Hughes och Lord spelar tillsammans med Munich Chamber Opera Orchestra under Schoeners ledning. Skivan kom ut Purple Records (distribuerad av EMI) i slutet av 1974 och släpptes på CD i Tyskland 1987 och i Storbritannien 1999.
1. Continuo On B.A.C.H
2. Windows
3. 1st Movement - Renga
  1. 2nd Movement - Gemini
  2. 3rd Movement - Alla Marcia: All